# Zastava New Rival
El Zastava New Rival es la versión fabricada, mediante un uso de un producto bajo licencia descontinuado de la firma Iveco; por parte de la firma filial Zastava Kamioni, en Serbia de la primera y segunda serie del camión ligero Iveco Daily.

## Características
Su motor es de tipo turbodiésel, de cuatro tiempos convencionales, y cuenta con sistema de inyección de combustible directa, la cilindrada del bloque es de 2,8 litros, el cual eroga una potencia de 76 kilovatios (102 HP).

## Variantes
- Zastava New Rival - Versión basada en la primera generación de la Iveco Daily. Producida hasta 1991.

- Zastava New Turbo Rival - Versión basada en la segunda generación de la Iveco Daily. Producida desde 1993 hasta el presente.[1]